# NGC 510
NGC 510 is een dubbelster in het sterrenbeeld Vissen. Het hemelobject werd op 11 november 1867 ontdekt door de Zweedse astronoom Herman Schultz. Aanvankelijk werd het object, door de nog weinig gesofisticeerde onderzoeksinstrumenten, beschouwd als een nevelig object (een sterrenstelsel), waardoor het op de NGC-lijst kwam te staan. Later werd duidelijk dat het om een dubbelster ging.